# Človeškost
Človeškost je podspol, ki se kaže v nasprotju med uporabo zaimkov kdo (tudi nekdo, nihče, marsikdo, vsakdo …) in kaj (nekaj, nič …). 
To pomeni, da se prva serija zaimkov lahko nanaša na človeka ali na vse »človekoliko«:
•	Kdo pride? Pride Ana, profesorica, škrat, snežak … 
Druga skupina pa je vezana na vse slovnično nečloveško:
•	Kaj leži tam? Tam leži Šempeter, pes, ravnilo, Julijske Alpe, džungla …
Pospol človeškosti sovseblja pri samostalnikih moškega spola tudi slovnično živost.
Opomba: Ko opredeljujemo lastnosti, značilnosti, poklice …  oseb in to počnemo s pomočjo povedkovega določila, ki je samostalnik, se to povedkovo določilo obnaša po kategoriji nečloveškosti (čeprav je tisti, na katerega se nanaša, oseba in spada slovnično med »človeško«): 
•	Kaj je Zofka? Zofka je šivilja.
•	Kaj je Miran? Miran je urednik.

## Vira
- Toporišič, Jože. Slovenska slovnica. Maribor: Založba Obzorja, 2000. 266–267.
- Toporišič, Jože. Enciklopedija slovenskega jezika. Ljubljana: Cankarjeva založba, 1992.